# بنت اسمها ذات (مسلسل)
بنت إسمها ذات، مسلسل تلفزيوني مصري عرض في رمضان 1434هـ/2013م، المسلسل مأخوذ عن رواية تحمل الاسم نفسه للكاتب صنع الله إبراهيم، ومن إخراج كاملة أبو ذكري، وخيري بشارة وسيناريو وحوار مريم نعوم ونجلاء الحديني.

## قصة المسلسل
يتناول المسلسل فترة تاريخية فاصلة في التاريخ المصري المعاصر، من خلال امرأة ولدت في يوم انطلاقة ثورة 23 يوليو 1952 ، ويبرز تطور الحياة المصرية بكل ما فيها من خلال مسار حياة هذه الفتاة التي أطلق عليها والدها اسم "ذات الهمة" وهو اسم يعود إلى التراث وإلى السيرة الهلالية. ويقدم من خلال حياة هذه الفتاة التطورات الاجتماعية من مجتمع التأميم ومجتمع الإصلاح الزراعي والبناء إلى الحروب التي خاضتها مصر في العام 1956 وحرب اليمن في بداية الستينات من القرن الماضي وحرب 1967 وحرب الاستنزاف مرورا برحيل الزعيم جمال عبد الناصر، ثم تولي أنور السادات الحكم وخوضه حرب 1973 وما تبعها من انفتاح اقتصادي وظهور متغيرات جديدة في المجتمع المصري أهمها انتقال المجتمع برمته إلى السوق الإستهلاكي والانفتاح على دول الخليج العربي وتأثيرات ذلك على تيارات الإسلام السياسي، وانتهاءً بثورة الخامس والعشرين من يناير.

## فريق العمل

### بطولة
| عائلة ذات - نيللي كريم: ذات - باسم سمرة: عبد المجيد - أحمد كمال: سعد والد ذات - انتصار: فوزية والدة ذات - عمر السعيد: حسن أخو ذات | عائلة ذات - ثراء جبيل: إبتهال - أحمد خيري: سعد الأبن - روان حسن:دعاء - محمد مهران: أمجد - عمر توكل: منصور الأبن | أصدقاء ذات - هاني عادل: عزيز - ليلى سامي: صفية زوجة عزيز - ياسر الطوبجي: سامي فريش | أصدقاء ذات - إنجي وجدان: منال زوجة سامي - شريف الخيام: عصام - محمد يوسف: علي |

جيران ذات
| - سلوى محمد علي: مديحة جارة فوزية - ناصر سيف: منصور زوج مديحة - ناهد السباعي: سميحة جارة فوزية - نسرين أمين: هدى زوجة حسن - حنان يوسف: أم عاطف - رباب ممتاز: مدام سهير | - هشام إسماعيل: وجدى الشنقيطى - ماهر سليم: الحاج فهمي - حمادة بركات: الظابط - أيمن إسماعيل: صادق البواب - سلوى عزب: أم أفكار - شريف العجمي: هيثم ابن فهمي | - عبير الدمراني: ميمي - ايهاب مبروك: شعبان القهوجي - لبنى عبد العزيز: زوجة فهمي - أشرف فاروق: زكي اليهودي - سيف الاسواني: مصطفى ابن شعبان - مونيا منير: زوجة الظابط |

| زملاء ذات - بدرية طلبة: عواطف زميلة ذات - ريم حجاب: همت - سلافة غانم: نادية - رشا فؤاد: عفاف | زملاء ذات - أسامة أبو العطا: منير - ايمان غنيم: فاطمة - ياسمين القماش: ياسمين | الأبناء - لالا السيسي: دعاء (10 سنوات) - سلمى حنفي: إبتهال (10 سنوات) - هدير الديب: ذات (15 سنة) - رغدة شامل: هدى (15 سنة) - عمرو أسامة: حسن (15 سنة) | الأبناء - لوجين محمد سمير: ذات (10 سنوات) - منة حسام: هدى (10 سنة) - جودي السيسي: دعاء (3 سنوات) - ملك ياسر: ذات (4 سنوات) - رنا رضا: (بنت منال) |

بالإضافة إلي:
| - منير وليم - خالد سعد - سميحة إبراهيم - هاني إبراهيم: الشيخ الدهشوري - نور عبد القادر | - محمود الشوربجي - تحية الشريف - عيد أبو الحمد - أروى رفعت - محمد السويسي | - امل عيد: زوجة شعبان - أحمد شومان: تكلا - هبة الإمام - عبد المنعم المرصفي: مدير عبده - ناني الديب | - حازم فؤاد - سعاد الهواري - حسن البجيجي - أحمد النمرسي - سامر المنياوي | - علي جمال الدين - محمد الدسوقي - أشرف بوزيشين - إبراهيم عمران - هشام عادل | - أحمد عسكر - أديب كامل - زكي لوجو - أحمد الشامي - أحمد همام | - ياسر إيهاب - محمد الحمامصي - عمر مدبولي - وليد عزت - اميل شوقي | - خالد يونس - طارق والي - ماجد محمود - هيثم رضوان - محمد الجندي |

الأطفال:
أحمد الرفاعي - هيا عبد اللطيف - علي الأنصاري - تيا أيمن - عمرو حسن - جنا محمود - أحمد بخيت - يارا المليجي - يوسف هشام - جنا أحمد - أدهم هشام - نغم خالد - سيد بهجت - مايا محمد - سيف السعيد - ناظم حرب - محمد شريف - أحمد عنان - محمد مصطفى - علي محمد

### الإداريون
| - محمد عشوب: إشراف عام على المكياج - محمد عبد الحميد: مكياج - سمير الحمامي: كوافير - خالد ماهر: مشرف الإضاءة | - كريم فارس: إسطى الإضاءة - جمال فتحي: مشرف الكرين - أحمد جمعة عيسى: مدير موقع التصوير - عوف عبد الرحمن: مدير موقع التصوير |